# آلیسون آرنگریم

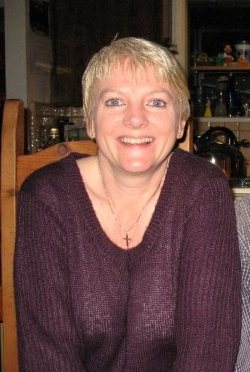

آلیسون آرنگریم (انگلیسی: Alison Arngrim؛ زادهٔ ۱۸ ژانویهٔ ۱۹۶۲) یک هنرپیشه اهل ایالات متحده آمریکا است. وی از سال ۱۹۷۴ میلادی تاکنون مشغول فعالیت بوده‌است.

## بخشی از فیلمشناسی
از فیلم‌ها یا برنامه‌های تلویزیونی که وی در آن نقش داشته‌است می‌توان به آثار زیر اشاره کرد.
- خانه کوچک در نقش نلی (۱۹۷۴–۱۹۸۲)